# Хауфф, Райнхард
Райнхард Хауфф (также Хауф, нем. Reinhard Hauff; род. 23 мая 1939, Марбург) — немецкий режиссёр и сценарист. Представитель нового немецкого кино.

## Биография
Райнхард Хауфф — сын правительственного чиновника и младший брат режиссёра и продюсера телевидения Эберхарда Хауффа. Изучал германистику, театральное искусство и социологию. Бросил учёбу ради работы вторым режиссёром на телевидении. В сотрудничестве с Михаэлем Пфлегхаром и Рольфом фон Зюдовом специализировался на развлекательной сфере.
В 1968 году Хауфф занялся документальным кино. В следующем году он снял свой первый игровой фильм Die Revolte по сценарию Петера Глоца и Фолькера Коха. Фильм описывал жизнь страхового служащего, который в один прекрасный день бросает работу и присоединяется к студенческим протестам и постепенно скатывается по наклонной. Исполнитель главной роли Ганс Бреннер спустя год сыграл у Хауффа заглавную роль в «Матиасе Кнейсле», фильме о баварском разбойнике на рубеже веков. В этом фильме также снялись коллеги Хауффа Райнер Вернер Фасбиндер, Фолькер Шлёндорф и Франц Петер Вирт.
В 1973 году Шлёндорф и Хауфф основали кинопродюсерскую компанию Bioskop и добились тем самым политической и творческой независимости, способствовавшей развитию авторского кино в Германии в 1970-е годы.
Крупным режиссёрским успехом Хауффа стали фильмы «Штамхайм», повествующий о судебном процессе над террористами Фракции Красной армии в тюрьме в штутгартском районе Штамхайм в 1986 году, и экранизация берлинского мюзикла Linie 1 в 1988 году. На Берлинском кинофестивале в 1986 году фильм Хауффа «Штаймхайм» послужил причиной скандала. Председатель жюри Джина Лоллобриджида не согласилась с демократически принятым решением жюри, нарушила конфиденциальность и открыто выразила своё негативное отношение к ленте.
В 1993—1995 годах Райнхард Хауфф являлся директором Германской академии кино и телевидения в Берлине.